# Aletrina

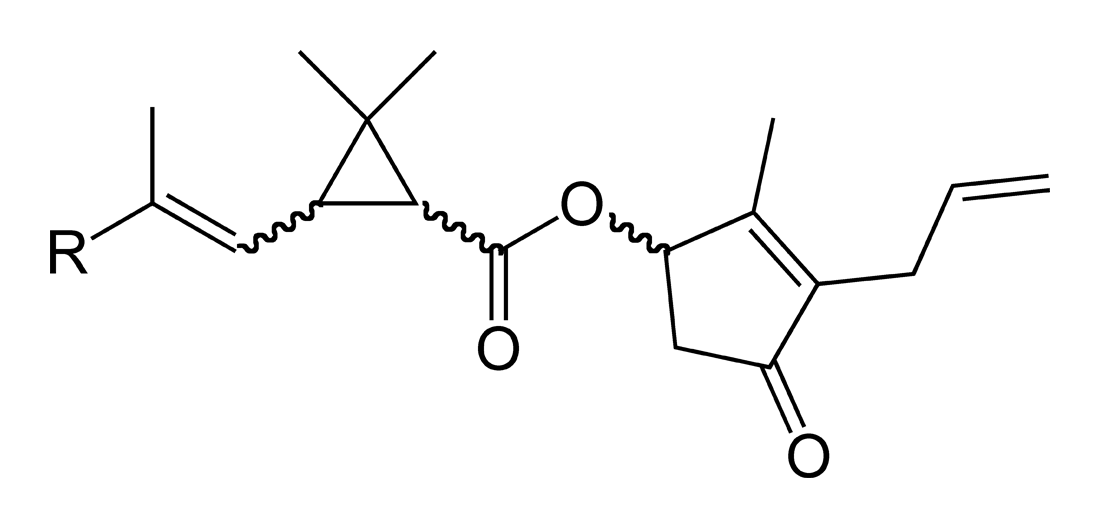
Aletrina I (R = −CH_{3})
Aletrina II (R = −COOCH_{3})

Las aletrinas son un par de compuestos sintéticos relacionados usados en insecticidas. Son piretroides sintéticos, una forma sintética de una sustancia química natural encontrada en la flor de Tanacetum cinerariifolium. Fue sintetizado en 1949 por Milton S. Schechter. La aletrina fue el primer piretroide.
Los compuestos tienen baja toxicidad para aves y humanos, y se emplea en insecticidas domésticos y cebos de mosquitos. Son altamente tóxicos para peces y abejas. Los insectos sujetos a su exposición se paralizan antes de morir. Para el control de mosquitos al aire libre se emplea por aspersión, en concentraciones reducidas .

## Estereoquímica

Estructura de la bioaletrina.

Cada aletrina presenta ocho isómeros posibles. La bioaletrina es una variante parcialmente estereoselectiva de la aletrina I que presenta sólo dos estereoisómeros. 